# Edvino di Deira
Edvino di Deira, conosciuto anche come Edvino di Northumbria (Edvvin Ælling Bernicia 7 Deira Cyning) (Regno di Deira, 584/586 – Hatfield Chase, 12 ottobre 633), è stato un sovrano britannico che tra il 616 e il 632 (o 633) unificò il regno di Deira e il regno di Bernicia in quello di Northumbria e occupò il Lothian, dove fondò Edimburgo. È venerato come santo dalla Chiesa cattolica che lo celebra il 12 ottobre.

## Infanzia ed esilio
Nato nel 584/586 aveva pochi anni alla morte del padre, il primo re di Deira, Aella. Quando il re Etelfrido si impadronì di Deira nel 604, uccise probabilmente il successore di Aella sul trono, il re Etelrico, zio o fratello più anziano di Edvino, e sposò la figlia di Aella, Acha. Edvino fu costretto a fuggire in esilio a Gwynedd, in Mercia e infine nell'Anglia orientale.
Durante l'esilio sposò Cwenburh, figlia di Cearl, re di Mercia (dalla quale ebbe i figli Osfrith e Eadfrith).
Secondo il Venerabile Beda, il re Rædwald dell'Anglia orientale, sotto le pressioni di Etelfrido, aveva progettato in un primo tempo di uccidere Edvino ma fu convinto a desistere dalla moglie e non venne meno al proprio dovere di ospite; invece attaccò di sorpresa Etelfrido, riuscendo a sconfiggerlo, e probabilmente a ucciderlo, nella battaglia sul fiume Ide del 616, costringendone alla fuga i figli (Eanfrith, Oswald e Oswiu).

## Il regno
Inizialmente soggetto a Raedwald dell'Anglia orientale, alla sua morte (624/625) Edvino divenne pienamente indipendente e cercò l'alleanza del re del Kent, chiedendone in moglie la figlia, Aethelbuhr, e convertendosi in seguito al Cristianesimo nel 627. La figlia avuta da Aethelbuhr, Eanflaed, andò più tardi sposa a Oswiu.
Nel frattempo la vittoria sul re Cuichelm del Wessex accrebbe il suo potere. Divenne, secondo il Venerabile Beda bretwalda, ossia re supremo degli Anglosassoni, con autorità su numerosi regni tranne il Kent, e creò in tal modo le basi per la successiva nascita e potenza del regno di Northumbria.

## Sant'Edvino
Il Venerabile Beda, nella sua Historia ecclesiastica gentis Anglorum, racconta che in occasione del suo matrimonio nel 625 con la figlia o sorella del re cristiano del Kent, Aethelbuhr o Aethelberg (it.: Etelburga o Edilburga), dovette dare assicurazione che avrebbe rispettato la religione della sposa. Questa giunse accompagnata da san Paolino ed Edvino meditò con serietà la propria conversione, tenendo un consiglio con i propri notabili e alti sacerdoti che vennero istruiti da san Paolino. Influì sulla decisione il fatto che in quel periodo Edvino fosse scampato ad un tentativo di assassinio voluto dal re Cuichelm del Wessex ed il voto fatto per il conflitto che ne seguì. Infine il re e il suo seguito decisero di farsi battezzare nel 627 a Ebrauc (York), dove venne costruita una cattedrale e venne nominato primo vescovo san Paolino.

## Sconfitta e morte

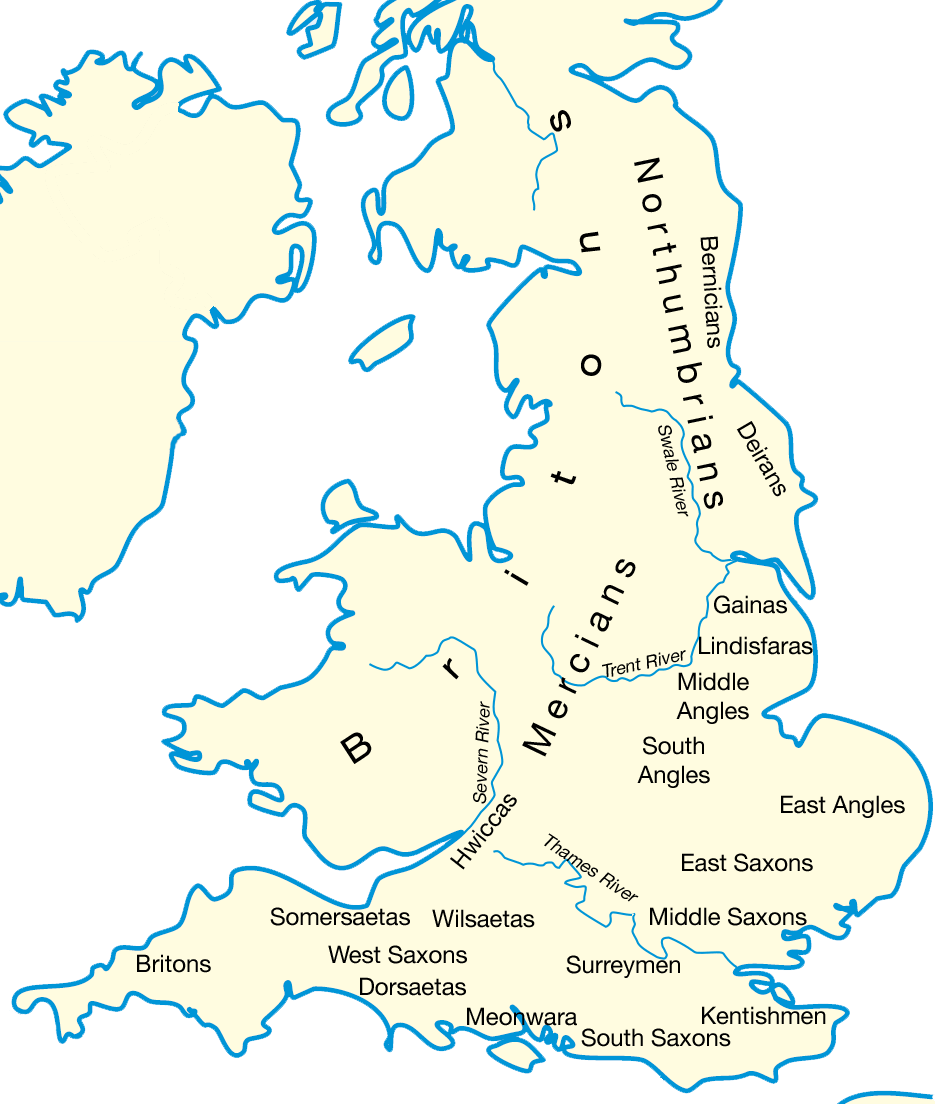
Principali regni britannici al tempo di Edvino

L'alleanza dei re pagani Cadwallon di Gwent e Penda di Mercia, minacciati dal suo potere, portò la sconfitta e l'uccisione di Edvino nella battaglia di Haetfield Chase il 12 ottobre del 632 (o 633) ed Edvino venne dunque venerato come martire e santo. Le sue spoglie furono trasferite, una ventina d'anni dopo, nell'abbazia di Whitby, dove una sua pronipote, Ilda (anch'essa poi proclamata santa), svolgeva il ruolo di badessa.
La moglie, dopo la sua morte, ritornò nel Kent, dove morì come badessa di Lyming l'8 settembre 647 ed è anche lei venerata come santa.